# Allotaius spariformis
Genre
Espèce
Allotaius spariformis est une espèce de poissons marins de la famille des Sparidae. C'est la seule espèce du genre Allotaius.